# Henri Hauvette
Henri Hauvette, född den 24 januari 1865 i Paris, död där den 14 februari 1935, var en fransk grecist. Han var son till Eugène-Louis Hauvette-Besnault.
Hauvette 1906 professor i sydeuropeisk litteratur vid Parisuniversitetet efter att ha varit lärare vid Collège Stanislas, Sorbonne och École normale supérieure, har utgivit ett flertal arbeten i grekisk kultur- och litteraturhistoria, bland annat Hérodote, historien des guerres médiques (1894, prisbelönt av Franska akademien), De l'authenticité des épigrammes de Simonide (1896) och Archiloque, sa vie et ses poésies (1905).